# Sunnyday
「Sunnyday」（サニーデイ）は、Leadの楽曲。同グループ15枚目のシングルとして2008年7月30日にFLIGHT MASTERから発売された。

## 概要
CDのみの発売。PVが本作発売1週間後となる8月6日発売のビデオ・クリップ集DVD『Lead MOVIES 3』に収録されたためである。
初回限定盤のみ『BLUE DRAGON -天界の七竜-』描き下ろしステッカー仕様。
前作「STAND UP!」に続き、アニメのタイアップとなった。
音楽番組にはメンバー全員で出演していたが、情報バラエティ番組やラジオ、一部のイベントにはHIROKI、SHINYA、KEITAの3人で出演していた。AKIRAが出演するフジテレビ系月9ドラマ『太陽と海の教室』の撮影と重なったためである。

## 収録曲
1. Sunnyday
（作詞：Lead / 作曲、編曲：本山清治）
テレビ東京系アニメ『BLUE DRAGON -天界の七竜-』エンディングテーマ
2. Sunnyday (BLUE DRAGON EDIT)
テレビサイズ。
3. Sunnyday (INST)